# Гросман, Лев Алексеевич
Лев Алексеевич Гросман (1920 — 11 декабря 1985) — советский киносценарист, политзаключённый ГУЛАГа, прототип одного из героев рассказа А. И. Солженицына «Один день Ивана Денисовича».

## Биография
Участвовал в Великой Отечественной войне. После демобилизации восстановился во ВГИКе, но получить диплом не успел, так как в 1949 году был арестован. После приговора был отправлен в особые лагеря в Экибастузе, Джезказгане, Караганде. В 1954 году, после пяти с половиной лет заключения, освобождён и реабилитирован.
Прототип героя рассказа А. И. Солженицына «Один день Ивана Денисовича» по имени Цезарь Маркович.
Член Московского отделения Союза кинематографистов СССР. Автор сценариев нескольких фильмов. Его неизданные произведения вывезены вдовой в Израиль и опубликованы там. Работал в газете «Комсомольская правда».
Автор сценария стереоскопического кинофильма «Человек в зелёной перчатке» (1967, Центральная киностудия детских и юношеских фильмов имени М. Горького, формат «Стерео-35А»).

### Работа в кино
- 1957 — «Это случилось на Некрасовской» (короткометражный)
- В середине 1960-х предпринимал попытку снять фильм по одному из произведений А. Солженицына.[7]
- 1966 — «Это очень, очень серьёзно…»
- 1966 — «Великие клоуны» (документальный сериал)[8] Сценарист, вместе с ним над сценарием работали Аркадий Арканов, Зиновий Гердт, Илья Гутман, Сергей Дробашенко, Леонид Браславский[9]
- 1967 — «Человек в зелёной перчатке», игровой стереоскопический фильм[10]
- 1982 — «Необыкновенный театр» (документальный)

### Публикации
- Гросман Лев. Неизданное. (сборник) —  Израиль. 296 стр.

## Адреса
- Москва, Сенежская, 4[11].